# Maria Barbella
Maria Barbella (Ferrandina, Italia, 24 de octubre de 1868 – después de 1902) fue una mujer estadounidense de origen italiano. Erróneamente conocida en su época como Maria Barberi, fue la segunda mujer de la historia sentenciada a morir en la silla eléctrica. Fue condenada por matar a su amante en 1895; sin embargo, el fallo fue revocado en 1896 y liberada. Su juicio fue una causa célebre en el país a finales del siglo XIX.

## Vida
Maria Barbella nació en Ferrandina, Basilicata, Italia. Su familia emigró a Mulberry Bend, Nueva York en 1892. Después de casi un año viviendo en los Estados Unidos, Maria Barbella conoció a Domenico Cataldo, que era de la misma región de Italia. Trabajaba en una fábrica y todos los días pasaba ante el puesto de limpiabotas de Cataldo. Empezaron a pasar mucho tiempo juntos aunque estas reuniones eran mantenidas en secreto de Michele Barbella, el sobreprotector padre de Maria. Pero Michele descubrió su comportamiento para con Domenico y le prohibió volver a verlo o hablar con él. Domenico continuó persiguiendo a Maria hasta que finalmente acordó encontrarse con él otra vez.
Un día Cataldo la llevó a una pensión, donde presuntamente le introdujo un narcótico en una bebida que le compró, y la violó. Debido a su moral católica muy fuerte sobre la intimidad y el matrimonio, Maria muy angustiada le reclamó que se casara con ella. Cataldo le mostró una libreta de ahorros con un depósito de 400 dólares y prometió que se casarían. Ella continuó reuniéndose con él en la pensión en la esperanza que aceptara casarse. Sin embargo, él continuó posponiendo el matrimonio durante varios meses. De hecho, ya estaba casado con una mujer en Italia, con quien tenía varios hijos. 
Barbella quedó devastada cuando Cataldo le dijo que regresaba a Italia y terminaba la relación. Barbella entonces le confesó a su madre la situación. Su madre afrontó a Cataldo e insistió en que se casara con Barbella, pero él le contestó que la única manera era si le pagaban 200 dólares. En Nueva York, el 26 de abril de 1895, aproximadamente a las 9:30 a. m., Domenico Cataldo jugaba a las cartas en un saloon en East 13th Street, y había planeado abordar un barco para Italia esa tarde. Barbella entró al bar y hubo una breve conversación. "¡Sólo un cerdo puede casarse contigo!" fueron sus últimas palabras. Ella sacó una navaja barbera y le cortó la garganta tan rápidamente que Cataldo no tuvo ninguna posibilidad. Salió a la puerta tambaleándose, sujetando el cuello con ambas manos, derribando a Barbella, salpicando sangre por todas partes. Finalmente, cuando llegó a Avenue A, se bajó de la acera y cayó contra una boca de alcantarilla, donde murió.

## Juicio
Barbella fue arrestada y detenida por dos meses. Sus abogados designados fueron Amos Evans y Henry Sedgwick. El juicio comenzó el 11 de julio. Este caso provocó controversia porque los italianos sentían que el veredicto sería injusto al no haber ningún italiano en el jurado. En el momento del juicio, Barbella era incapaz de hablar o entender inglés. Admitió todo: cómo ella cortó su garganta y cómo corrió después tras él, pero cuando le alcanzó ya había caído muerto. El jurado mostró compasión hacia su caso; aun así, según Recorder Goff, "El veredicto estuvo de acuerdo con los hechos, y ningún otro veredicto podría, en vista de la evidencia, haber sido considerado". El jurado declaró a Barbella culpable y fue enviada a la prisión de Sing Sing donde fue sentenciada a muerte en la silla eléctrica el 19 de agosto de 1895. Fue la segunda mujer sentenciada a ser ejecutada en la silla eléctrica (después de que la condena de la asesina en serie Lizzie Halliday fuera conmutada en 1894).

## Segundo juicio y liberación

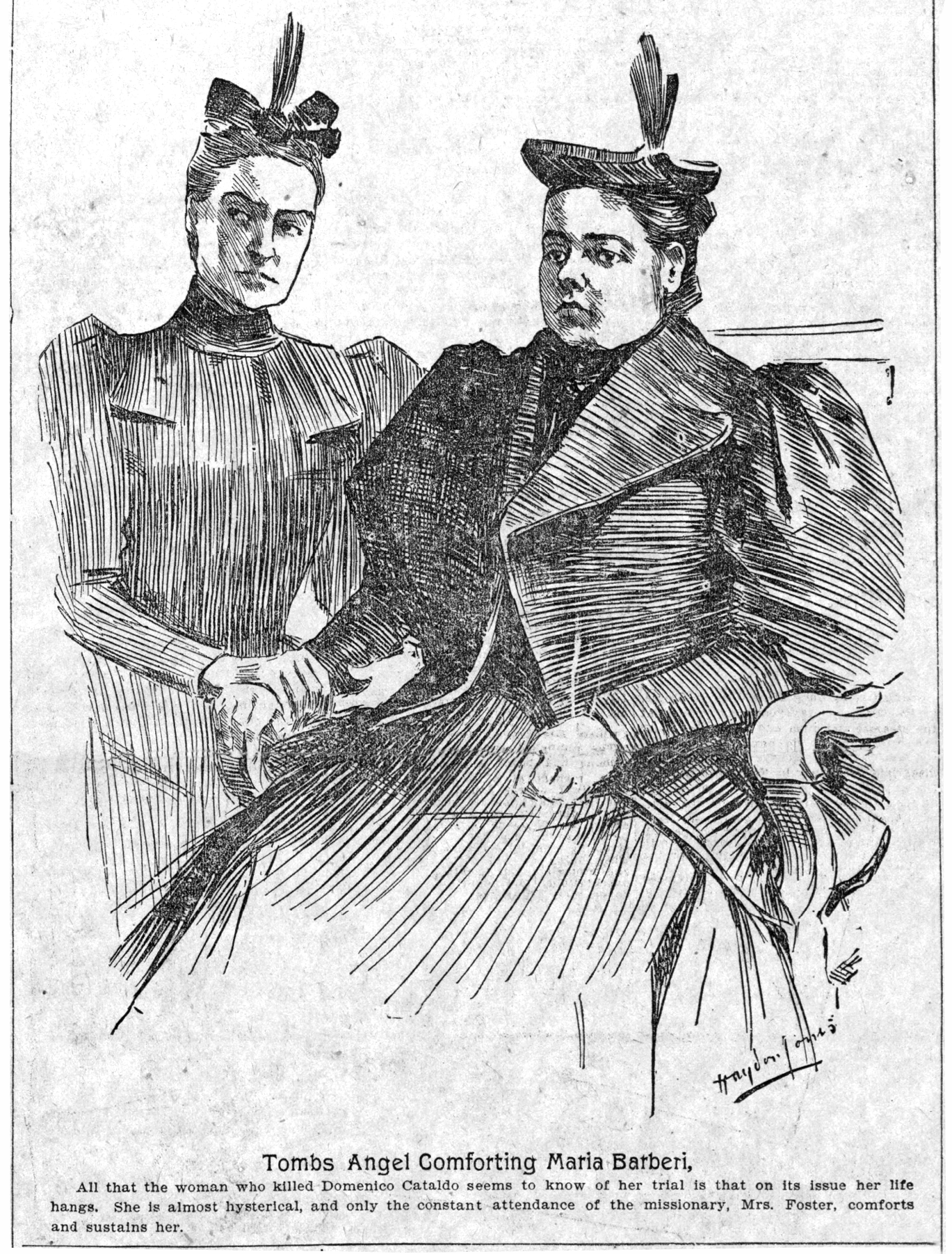
Maria Barbella en su segundo juicio atendida por la voluntaria social "Tombs Angel" Rebecca Salome Foster.

Muchos se quejaron al gobernador Levi Morton sobre cómo se manejó la situación, pero parecía que no se podía hacer nada. Se le concedió una apelación en base de las instrucciones del jurado al juez, que explícitamente argumentaron a favor de la condena. El 16 de noviembre de 1896, se le concedió un segundo juicio. Esta vez, el abogado presentó un caso mucho más comprensivo: ella era una víctima de violación cuya experiencia exacerbó su epilepsia preexistente. Supuestamente padeció una convulsión y perdió momentáneamente la razón. Fue encontrada no culpable. Después de su liberación de prisión, ocupó de nuevo los titulares de prensa al rescatar a un vecino que accidentalmente se había prendido fuego. Barbella le tiró una manta encima y apagó las llamas con las manos.
Se casó con otro inmigrante italiano llamado Francesco Bruno el 4 de noviembre de 1897. En 1899, tuvieron un hijo llamado Frederick. En 1902, vivía con sus padres, y su marido había regresado a Italia y se había vuelto a casar. Nada se sabe de su vida después de esa fecha.
El 20 de marzo de 1899, dos años y 3 meses después de la absolución de María Barbella, Martha M. Place, la primera mujer en morir en la silla eléctrica, fue ejecutada en Sing Sing.